# Le Symbolisme hermétique
Le Symbolisme hermétique dans ses rapports avec l'alchimie et la franc-maçonnerie est un ouvrage d'Oswald Wirth paru en 1909.